# Хямеэнкюрё
Хямеэнкюрё (фин. Hämeenkyrö) — община в провинции Пирканмаа, Финляндия. Общая площадь территории — 505,10 км², из которых 41,34 км² — вода.

## Демография
На 31 января 2011 года в общине Хямеэнкюрё проживало 10 503 человека: 5254 мужчины и 5249 женщин.
Финский язык является родным для 98,82% жителей, шведский — для 0,13%. Прочие языки являются родными для 1,05% жителей общины.
Возрастной состав населения:
- до 14 лет — 18,15%
- от 15 до 64 лет — 63,03%
- от 65 лет — 18,69%

Изменение численности населения по годам:
| Год  | Численность |
| ---- | ----------- |
| 1980 | 9302        |
| 1990 | 9511        |
| 2000 | 9897        |
| 2010 | 10489       |
| 2011 | 10503       |